# Xã Nevis, Quận Hubbard, Minnesota
Xã Nevis (tiếng Anh: Nevis Township) là một xã thuộc quận Hubbard, tiểu bang Minnesota, Hoa Kỳ. Năm 2010, dân số của xã này là 1.009 người.